# Harriet Andersson
Harriet Andersson (Stockholm, 1932. január 14. –) svéd színésznő. Elsősorban Ingmar Bergman filmjeiben nyújtott alakításaival vált ismertté, de hálás szerepeket kapott Jörn Donner alkotásaiban is.

## Pályafutása
Édesapja hajóskapitány volt. Harriet már gyerekként vonzódott a filmművészet iránt, s ebbéli törekvéseit nagynénje támogatta. Az 1940-es évek végén reklámfilmekben szerepelt. Ezt követően a stockholmi Oscar Színház színésziskolájában tanult. 1949-től revüszínházakban lépett fel. 1950-ben kezdett el filmezni: eleinte
kisebb szerepekben volt látható. Gustaf Molandertől kapta a Duzzogás (1952) című alkotásában jutott először főszerephez. Alakítása felkeltette Ingmar Bergman érdeklődését, aki rábízta az Egy nyár Mónikával (1952) című filmjének főszerepét. Ezzel az alakításával Harriet Andersson a legnépszerűbb svéd színésznők közé került. Művészileg legfontosabb szerepeit továbbra is Ingmar Bergman filmjeiben kapta, akivel még nyolc alkalommal dolgozott együtt. Kiemelkedő alakítása volt a szkizofrén Karin szerepe Bergman 1960-as alkotásában, a Tükör által homályosan című filmben. 1972-ben játszotta leghíresebb szerepét, ugyancsak Bergman irányítása alatt: a halálos beteg Ágnest formálta meg a Suttogások és sikolyok című emlékezetes drámában. Az 1980-as években a televízióban vállalt feladatokat, és a Drámai Színházban lépett fel. 1993-ban nyugdíjba ment. Az 1990-es évektől kezdve a Svédországgal szomszédos skandináv országok filmjeiben vállalt kisebb-nagyobb feladatokat.

## Ismertebb filmjei
- 1952: Duzzogás
- 1953: Egy nyár Mónikával
- 1953: Fűrészpor és ragyogás
- 1954: Szerelmi lecke
- 1955: Női álmok
- 1955: Egy nyáréjszaka mosolya
- 1956: Hátulsó pár,előre fuss!
- 1956: Éjszakai gyermek
- 1957: Synnöve Solbakken
- 1960: Tükör által homályosan
- 1963: Szeptemberi vasárnap
- 1964: Valamennyi asszony
- 1964: Szeretni
- 1965: Errefelé kezdődik a kaland
- 1964: Stimulációk
- 1967: Ő és ő
- 1967: Családi fészek

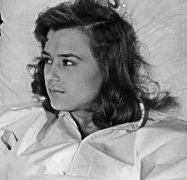
Harriet Andersson 1952-ben

- 1968–1969: Harc Rómáért I–II. ... Matavszinta
- 1970: Anna
- 1972: Suttogások és sikolyok
- 1979: Linus
- 1982: Fanny és Alexander
- 2003: Dogville